# Палац Красінських (Варшава)
Пала́ц Красі́нських (пол. Pałac Krasińskich, відомий також як Пала́ц Ре́чі Посполи́тої — пол. Pałac Rzeczypospolitej) — палац у стилі бароко, що знаходиться на площі Красінських у Варшаві (Польща). Внесений до реєстру пам'яток, що охороняються законом.

## Історія і архітектура

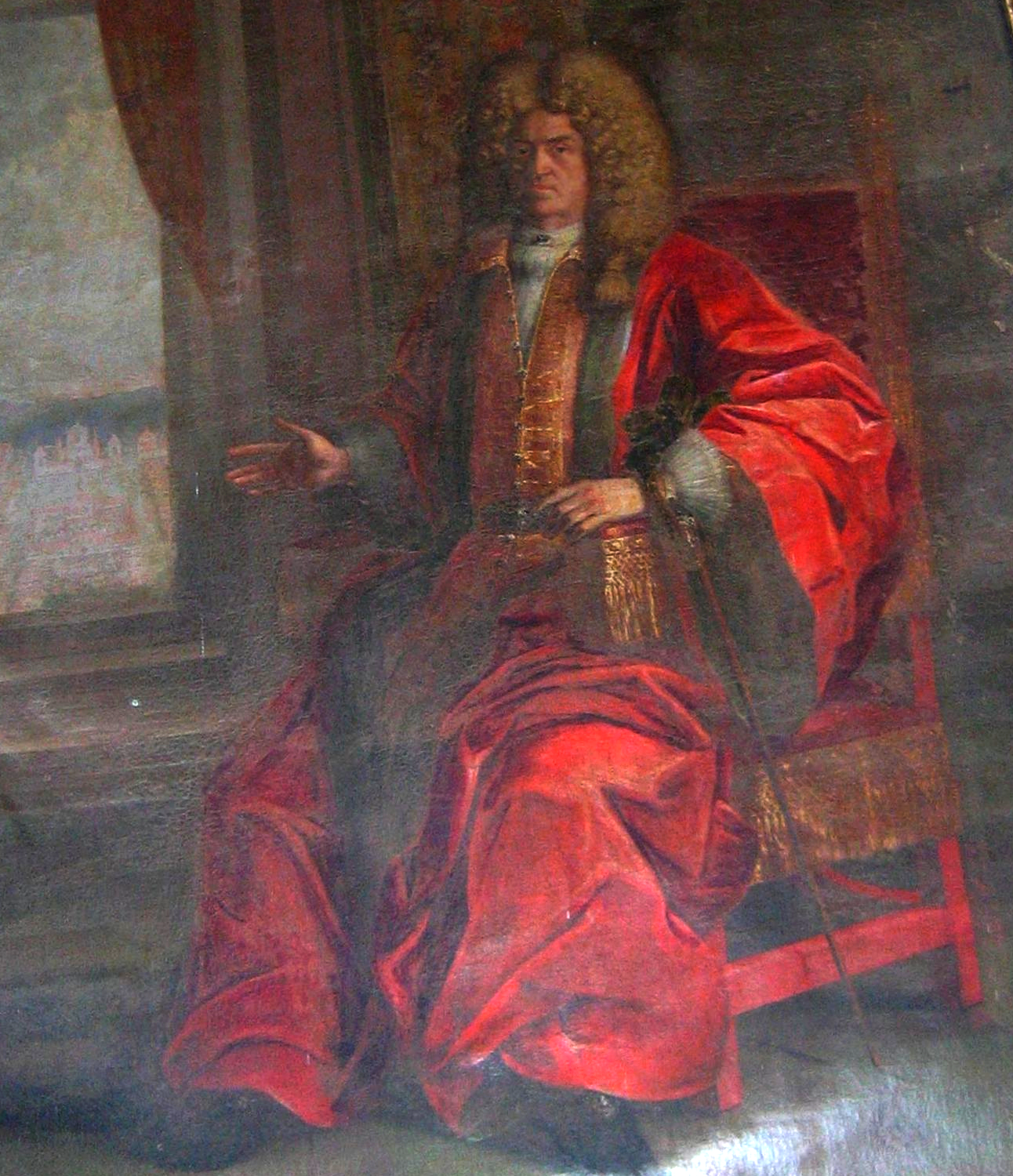
Ян Красінський

Будівництво палацу розпочалося навесні 1677, на замовлення плоцького воєводи Яна Красінського (Jan Dobrogost Krasiński), за проектом Тильмана Ґамерського — відомого польського архітектора голландського походження. Сад (Ogród Krasińskich) було закладено роком раніше — у 1676. До 1682 був готовий головний корпус, у 1682–1683 рр. Андреас Шлютер для оздоблення його фасаду виготовив шість скульптур. У внутрішніх роботах, які розпочалися 1684, брав участь Мікеланджело Паллоні, придворний художник короля Яна III Собеського — у 1684–1685 роках він оздобив фресками і декоруванням головний вестибюль палацу.
У 1689–1693 рр. під керівництвом Андреаса Шлютера велися роботи зовнішнього оформлення, у 1694 було закінчено барельєфи на ризалітах головного фасаду, у 1695 — на ризалітах фасаду з боку саду. До 1699 року частково були готові й інтер'єри, але подальшому будівництву завадила Велика Північна війна: Ян Красінський виїхав за кордон і до Варшави вже не повертався.
За планом Ґамерського палацово-парковий комплекс резиденції Красінських мав бути виконаним у стилі бароко, а саме entre cour et jardin: прямокутний у плані палац є домінуючим об'єктом і розташовується між двором та садом. Курдонер мали утворювати велична в'їзна брама та два симетричні двоповерхові флігелі з декоративним цегляним парканом. Але повністю проект так ніколи і не було реалізовано: залишилися незакінченими внутрішні роботи, флігель встигли збудувати лише з північного боку. Незважаючи на це, резиденція була однією з найбільших і найбагатших у Варшаві, у залах, пишно декорованих гобеленами, картинами, зброєю та вишуканими меблями, проводилися бали та прийоми.

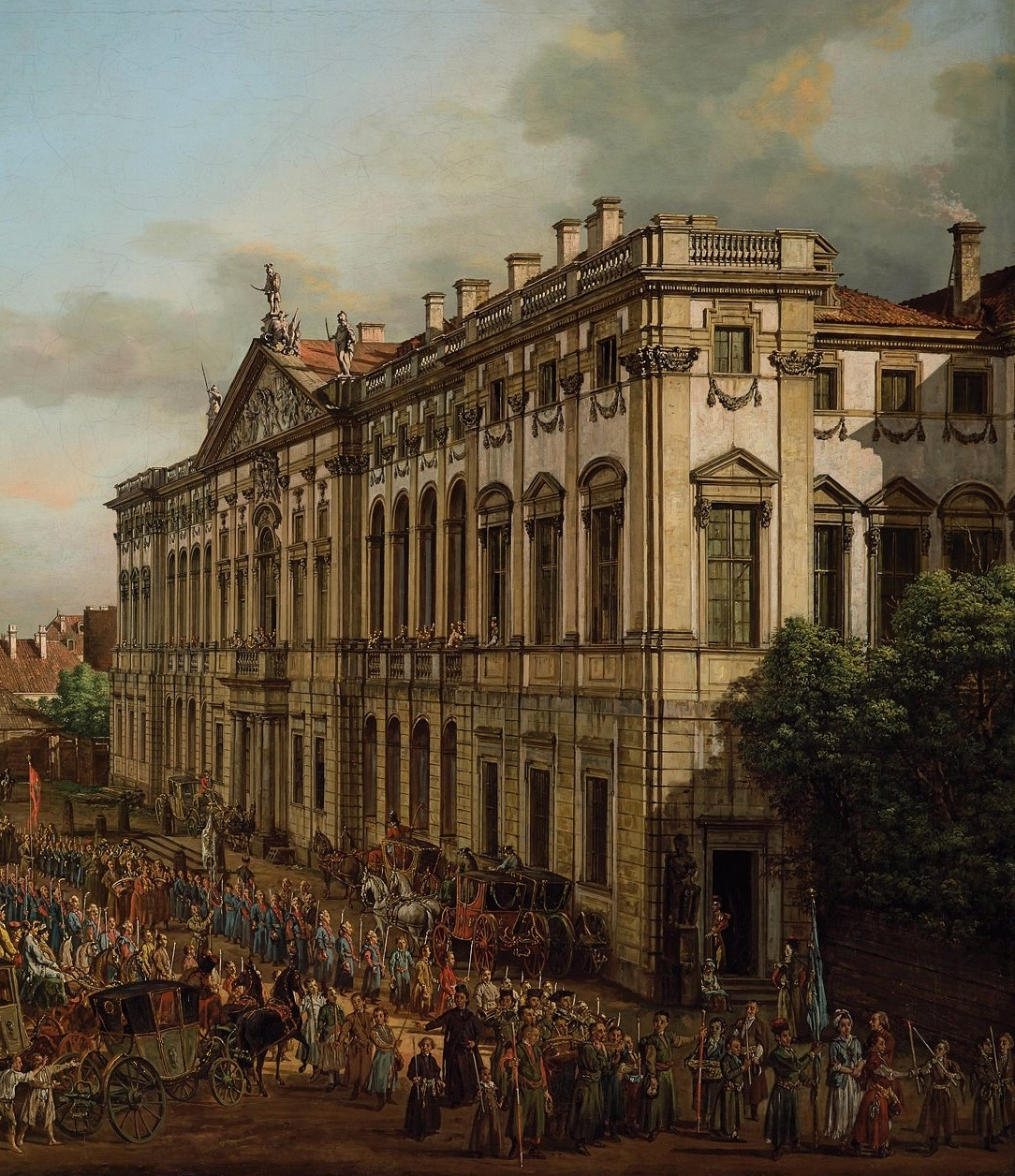
Палац Красінських. 1778

Після смерті Яна Красінського у 1717 році, палац залишався у власності родини, але Красінські рідко відвідували Варшаву й поступово він став занедбаним. Не маючи коштів на утримання та відновлення резиденції, зрештою, 5 грудня 1765 року, її продали Казначейській комісії Речі Посполитої (Komisja Skarbowa Koronna), а палац було перейменовано на Палац Речі Посполитої (Pałac Rzeczypospolitej).
У 1766–1773 роках палац зазнав значних змін — під керівництвом королівського архітектора Якуба Фонтани було перебудовано його внутрішні приміщення. У грудні 1782 в оновленому палаці вибухнула пожежа, завдавши йому значних пошкоджень. Відбудова, під керівництвом Домініка Мерліні, тривала впродовж двох років.
Після утворення 1815 року Царства Польського, в ньому розмістився Верховний Суд Польщі (Sąd Najwyższej). У 1819–1820 рр. під керівництвом архітектора Хрістіана Айгнера було перебудовано флігель, і впродовж наступних років палац ще неодноразово ремонтувався. Декілька разів змінювалося і призначення будівлі: до 1842 в ній розміщувався Верховний Суд Польщі, у 1842–1917 — касаційні департаменти Російської імперії, з 1918 — знову Верховний Суд.
З початком Другої світової війни палац Красінських, вже у вересні 1939, зазнав значної руйнації внаслідок авіаційних атак німців. Після поразки Варшавського повстання 1944 року його було повністю спалено. Роботи з відновлення тривали впродовж 1948–1961 рр., виконувалися за проектом польських архітекторів Мечислава Кузьми та Зигмунта Стенпінського, і торкнулися лише головного корпусу — флігель не відбудовували, залишки його стін зруйнували.
1965 року комплекс, до складу якого увійшли палац Красінських, сад, брама у саду та дві криниці, отримав статус пам'ятки, що охороняється законом.
Після реконструкції палац став одним з корпусів Національної бібліотеки Польщі, нині тут зберігаються її спеціальні фонди: рукописи, старовинні колекції та гравюри. З 2008 року простір перед будівлею палацу, з боку площі Красінських, прикрашають п'ять кольорових пегасів — виготовлені з металу і пофарбовані у різний колір скульптури, заввишки 3,5 метри кожна.

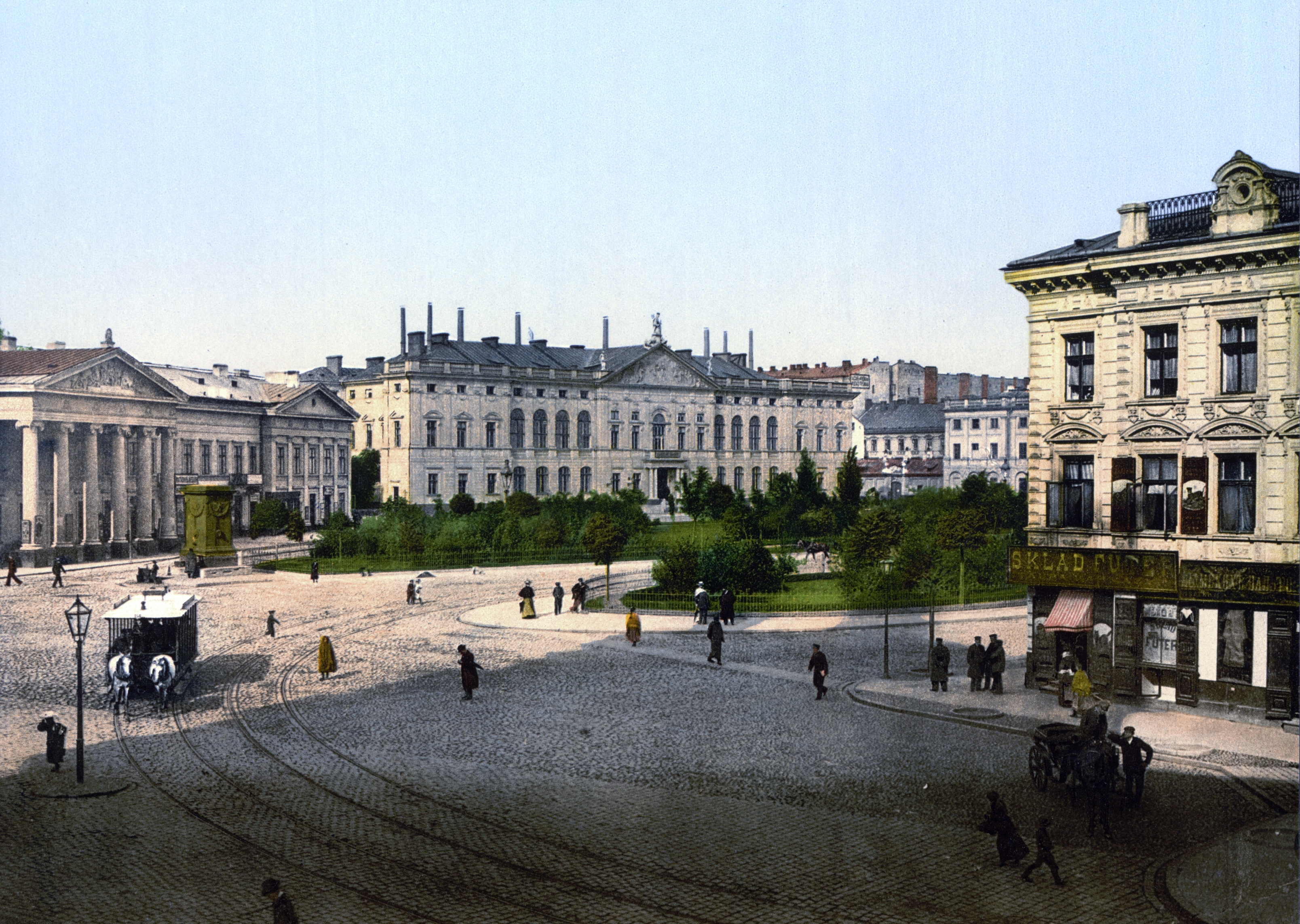
Близько 1900 року
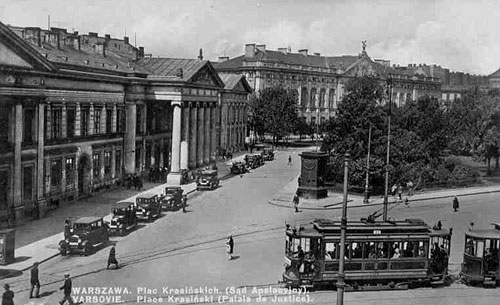
Перед 1939 роком
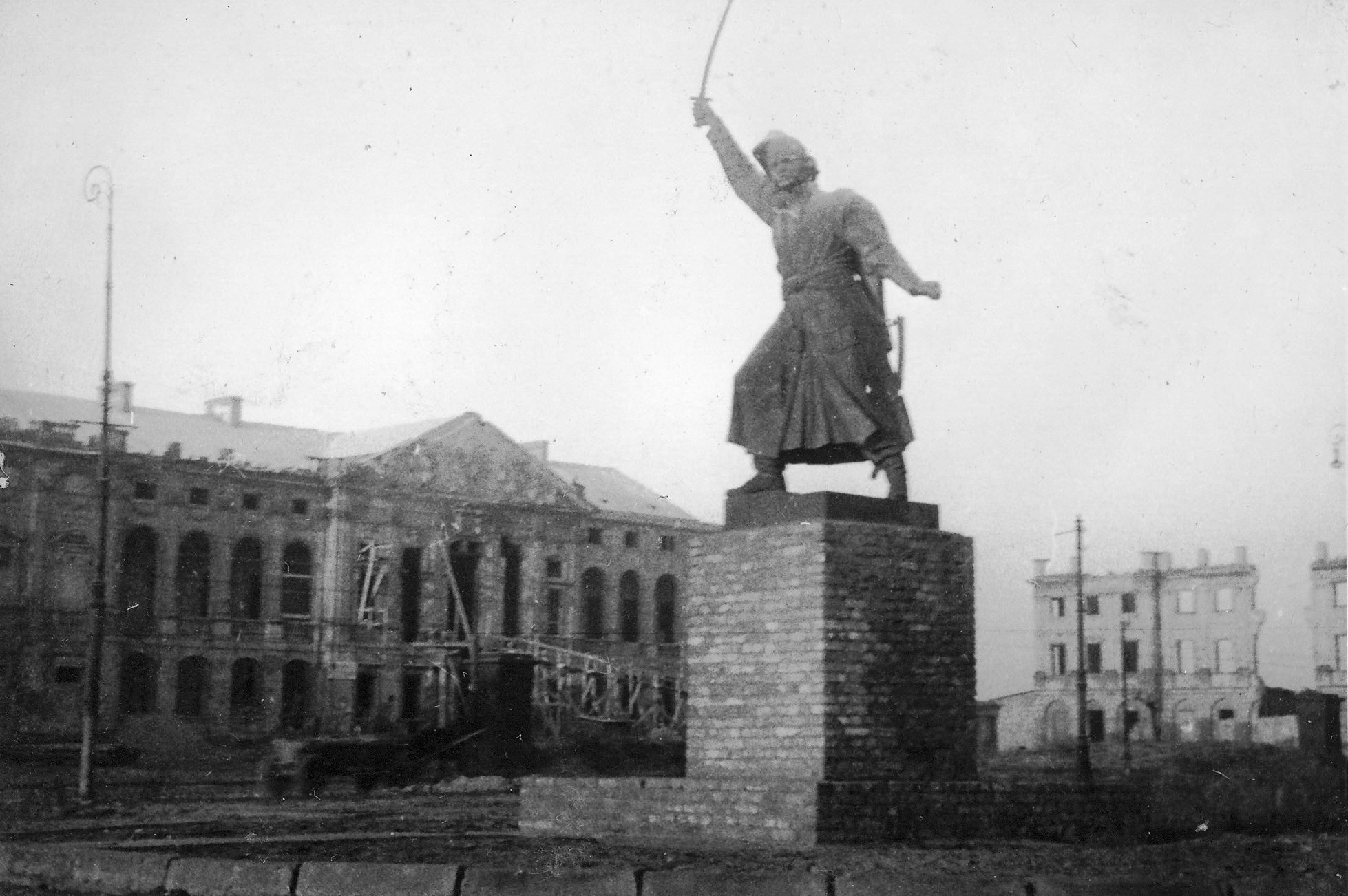
Стан у 1945 році
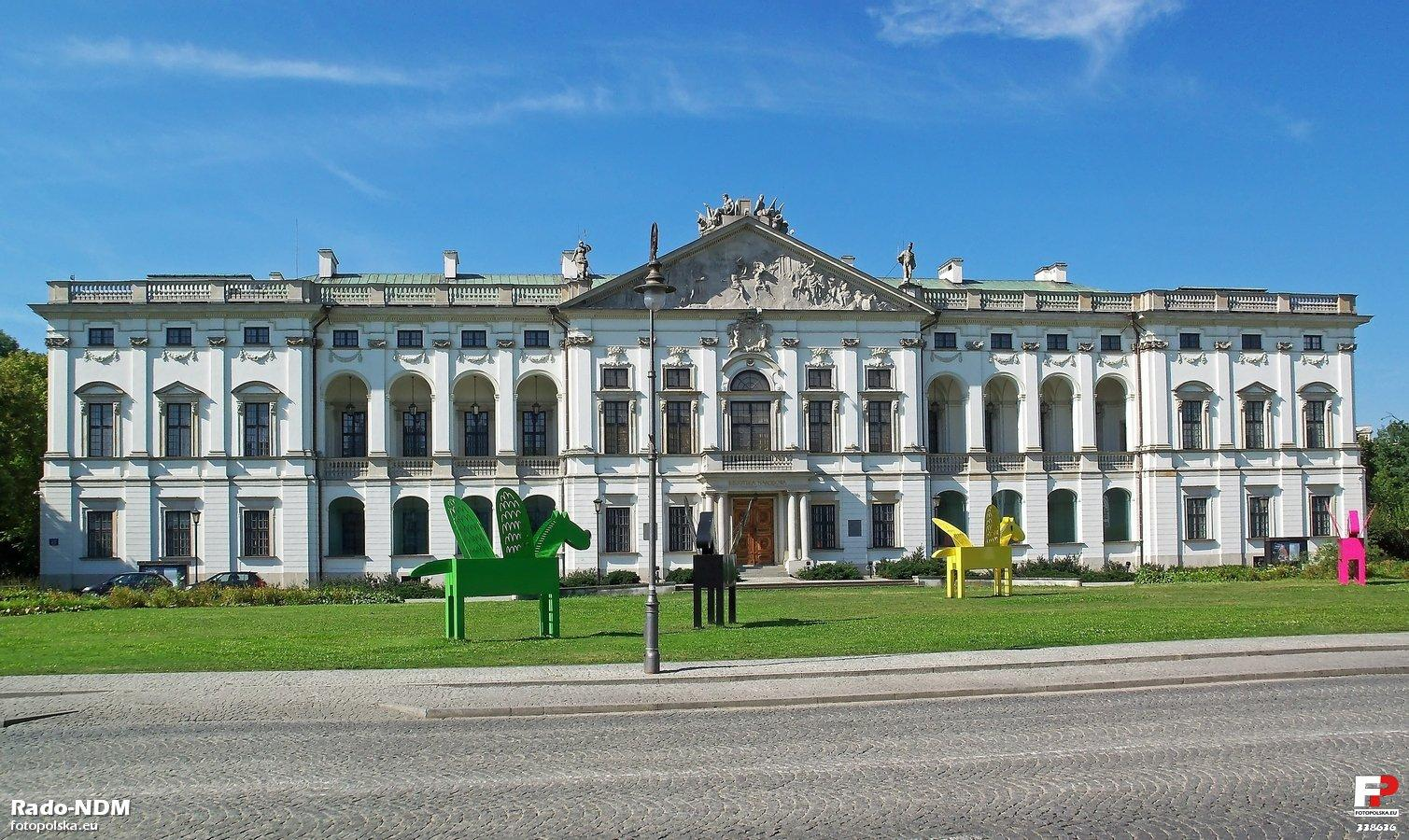
Вигляд у 2012 році

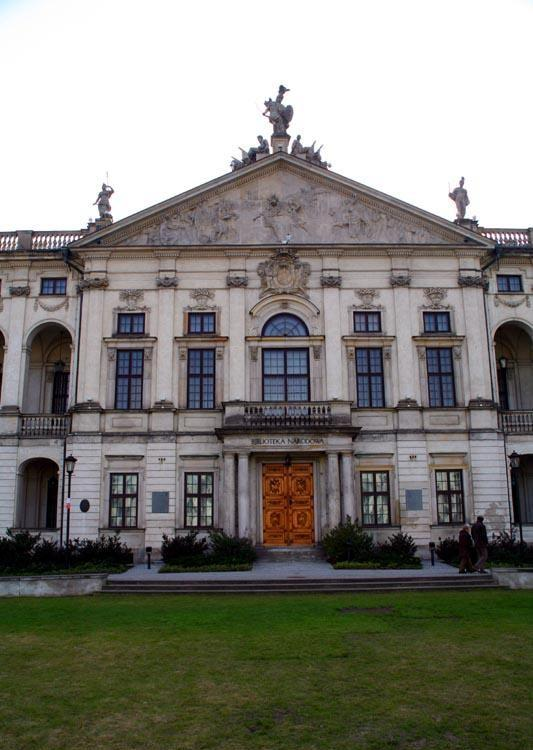
Фасад з боку площі
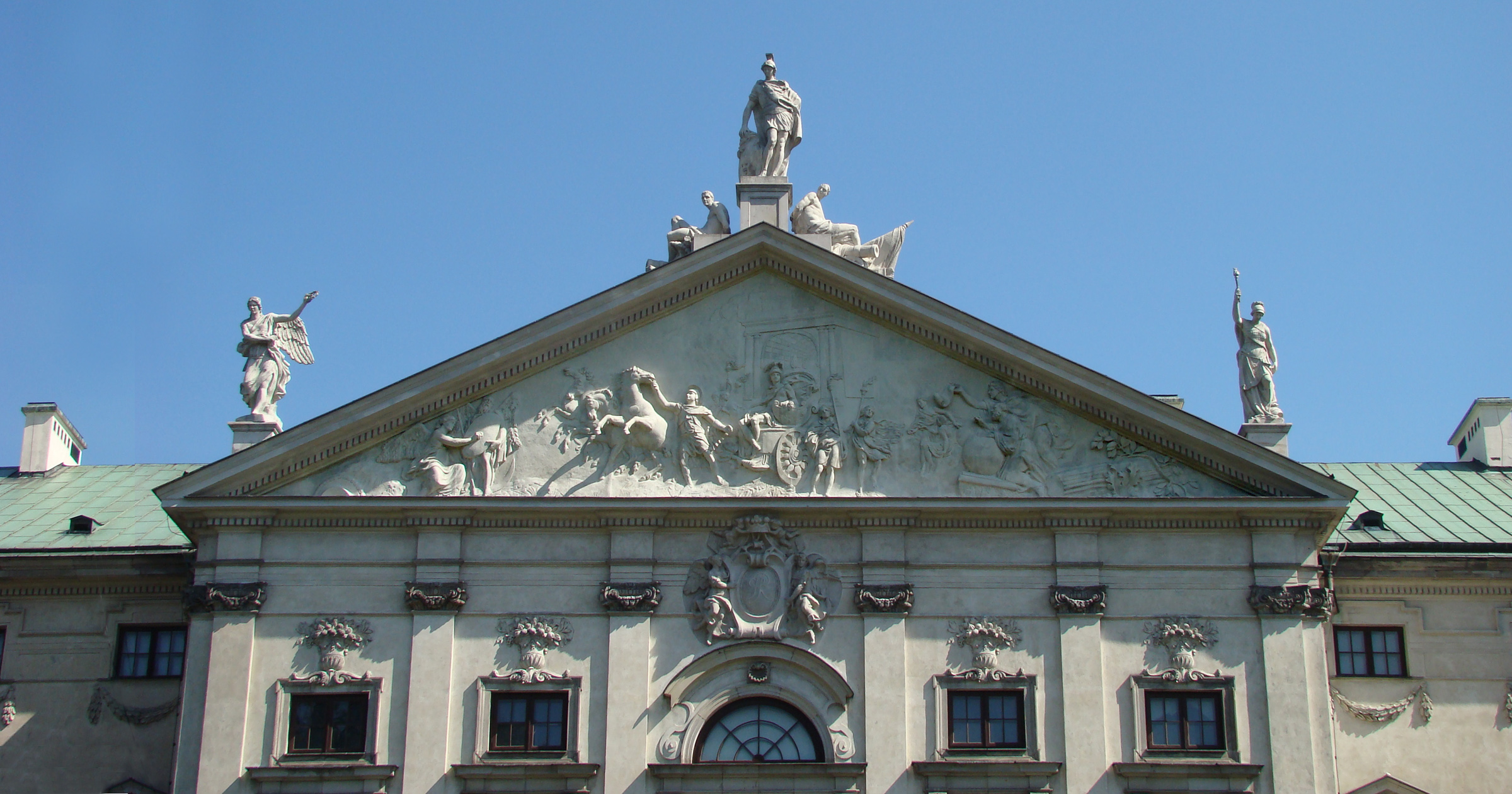
Скульптури Шлютера на фасаді з боку саду
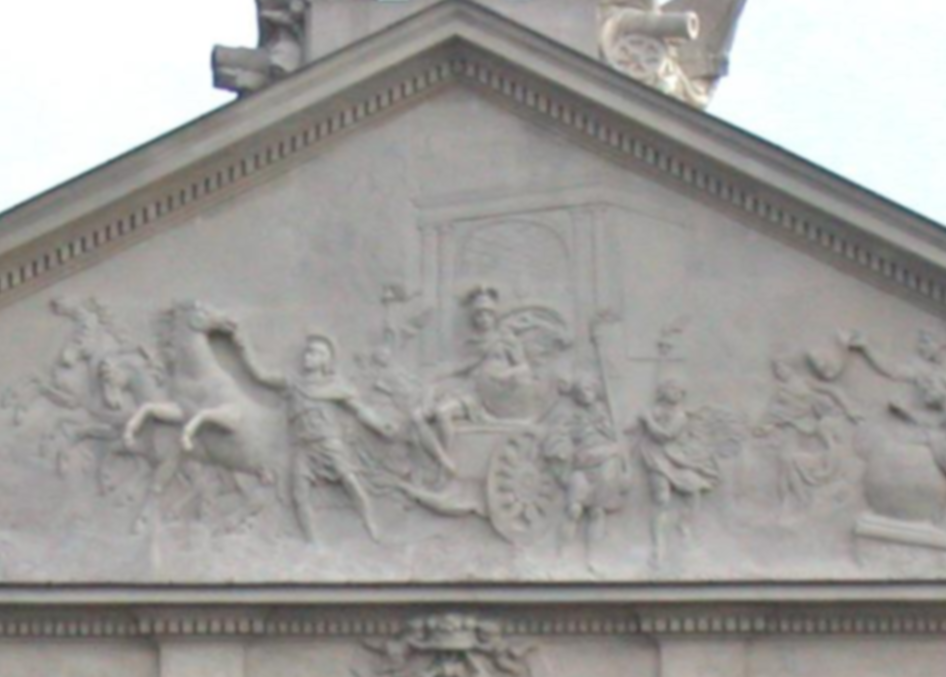
«Тріумф Мессала» у виконанні Шлютера на фронтоні палацу
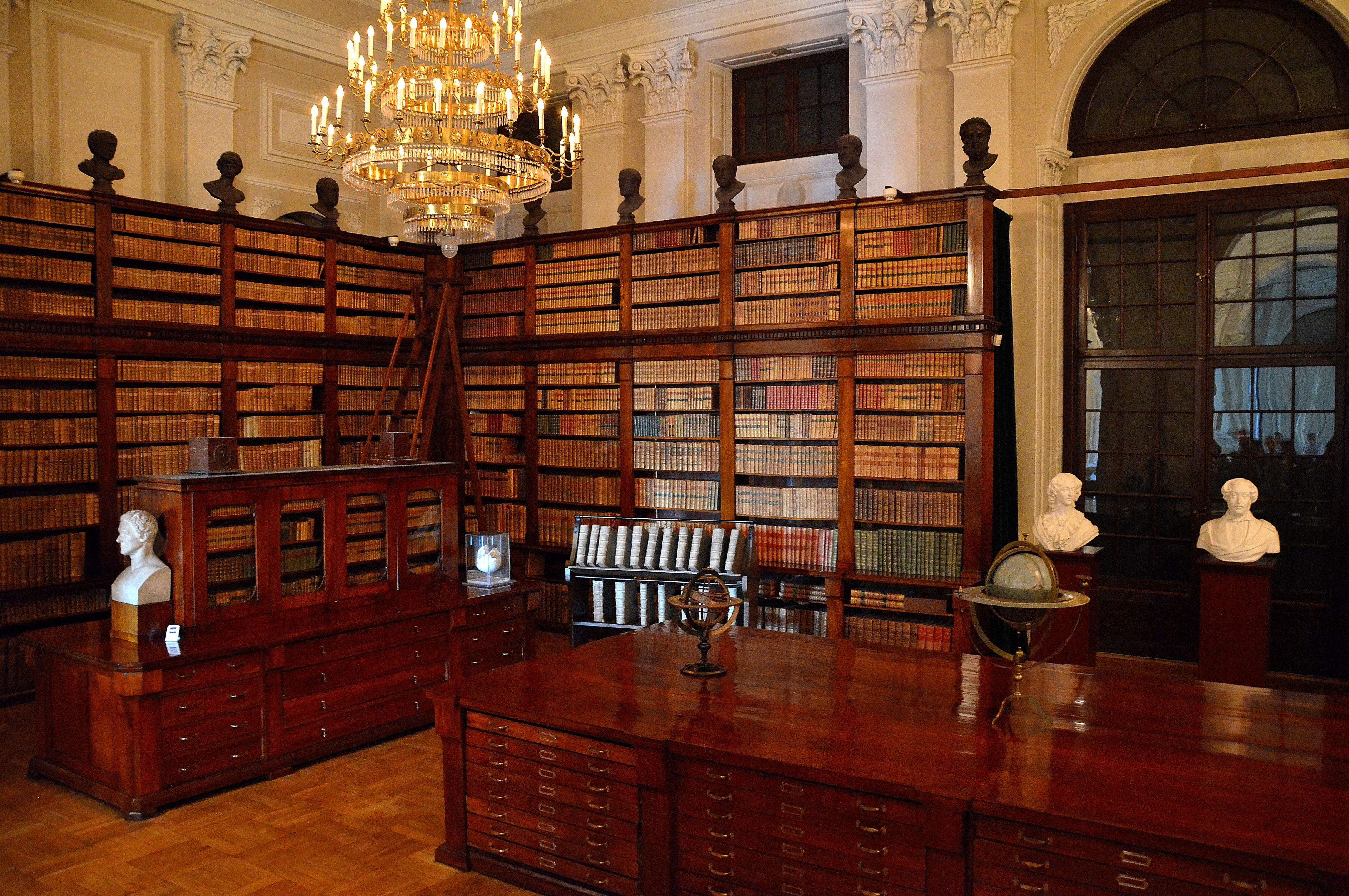
Інтер'єр — зала бібліотеки

## Парк
Попередньо сад, закладений у 1676 році, мав площу 3,4 га і тривалий час був найбільшим у Варшаві. Виконаний у стилі бароко, з роками, він, як і палац, зазнав значних змін, а в роки Другої світової війни — руйнації. У повоєнний час його було відбудовано і збільшено площу до 11,8 га.
Як подарунок Варшаві від короля Станіслава Августа Понятовського, 1 квітня 1768 сад Красінських було відкрито для загального доступу, з того часу він виконує роль громадського парку міста. 2012 року було розпочато його масштабну реконструкцію, урочисте відкриття оновленого парку відбулося 10 травня 2014.

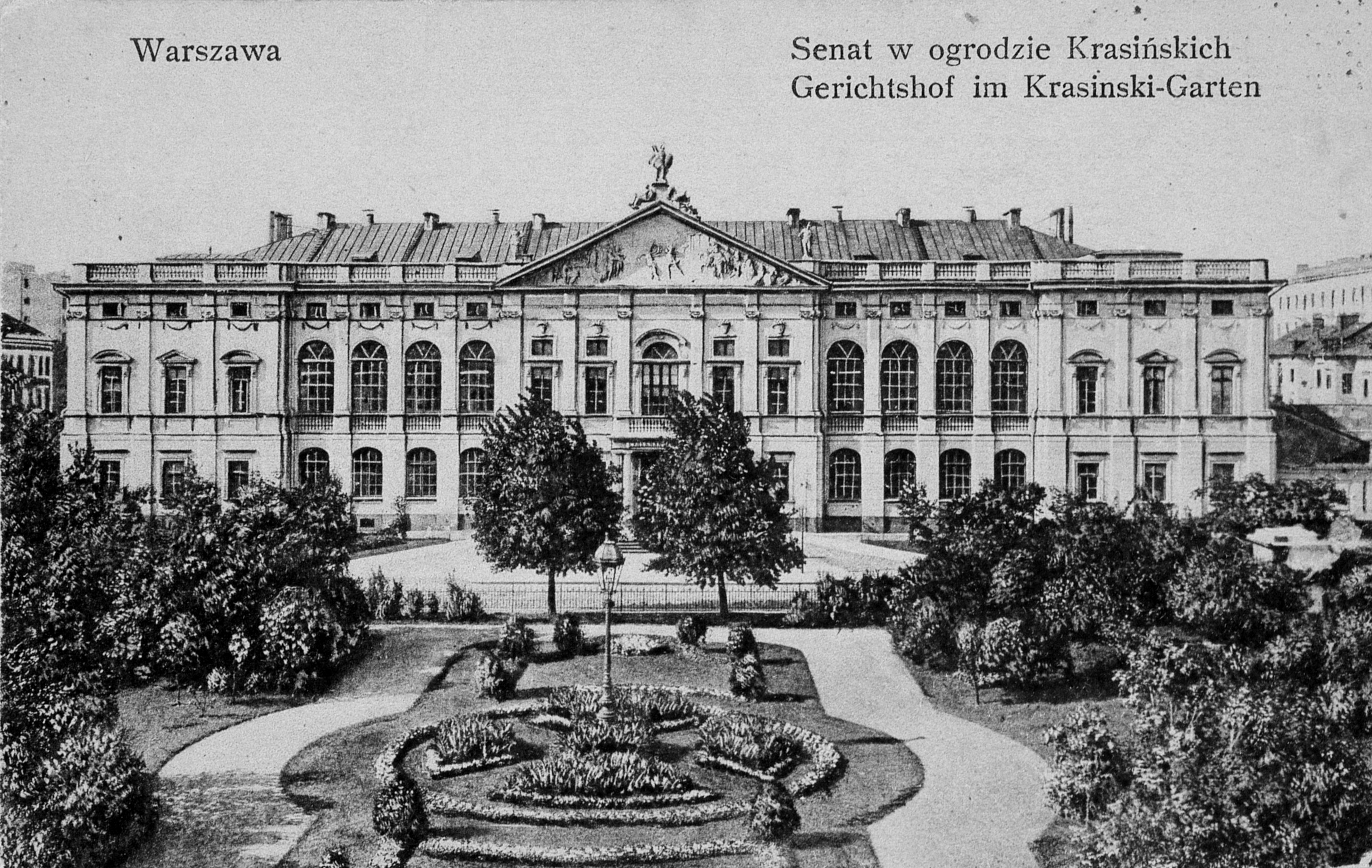
Парк і палац до Першої світової війни
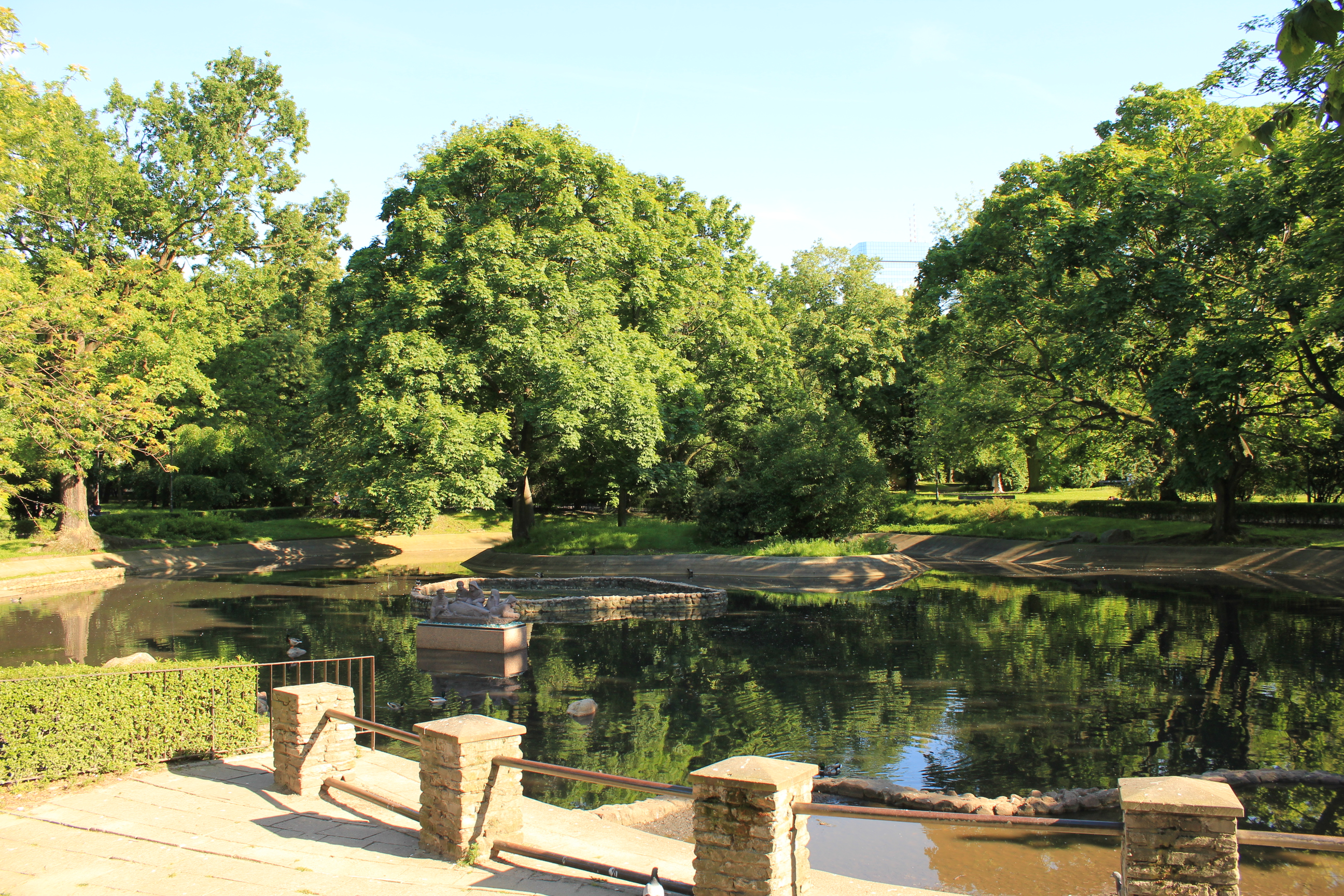
Озеро на території парку
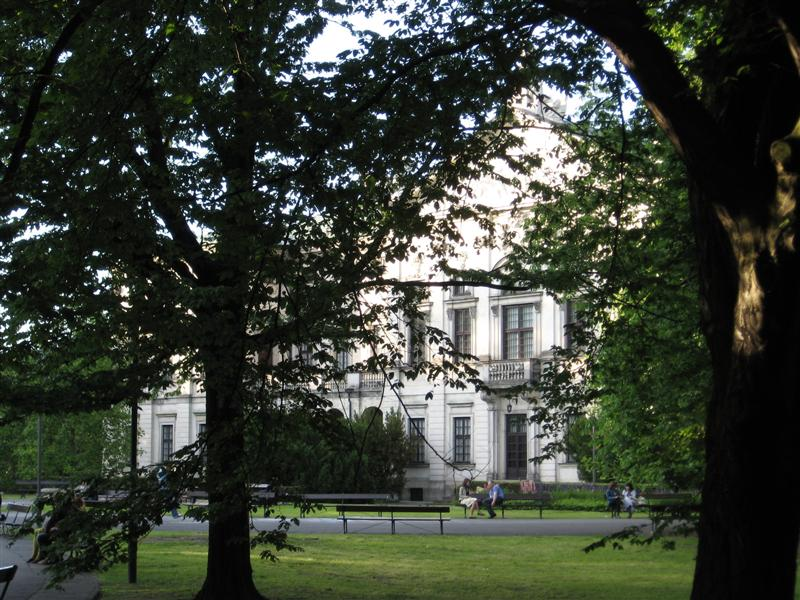
Вигляд на палац

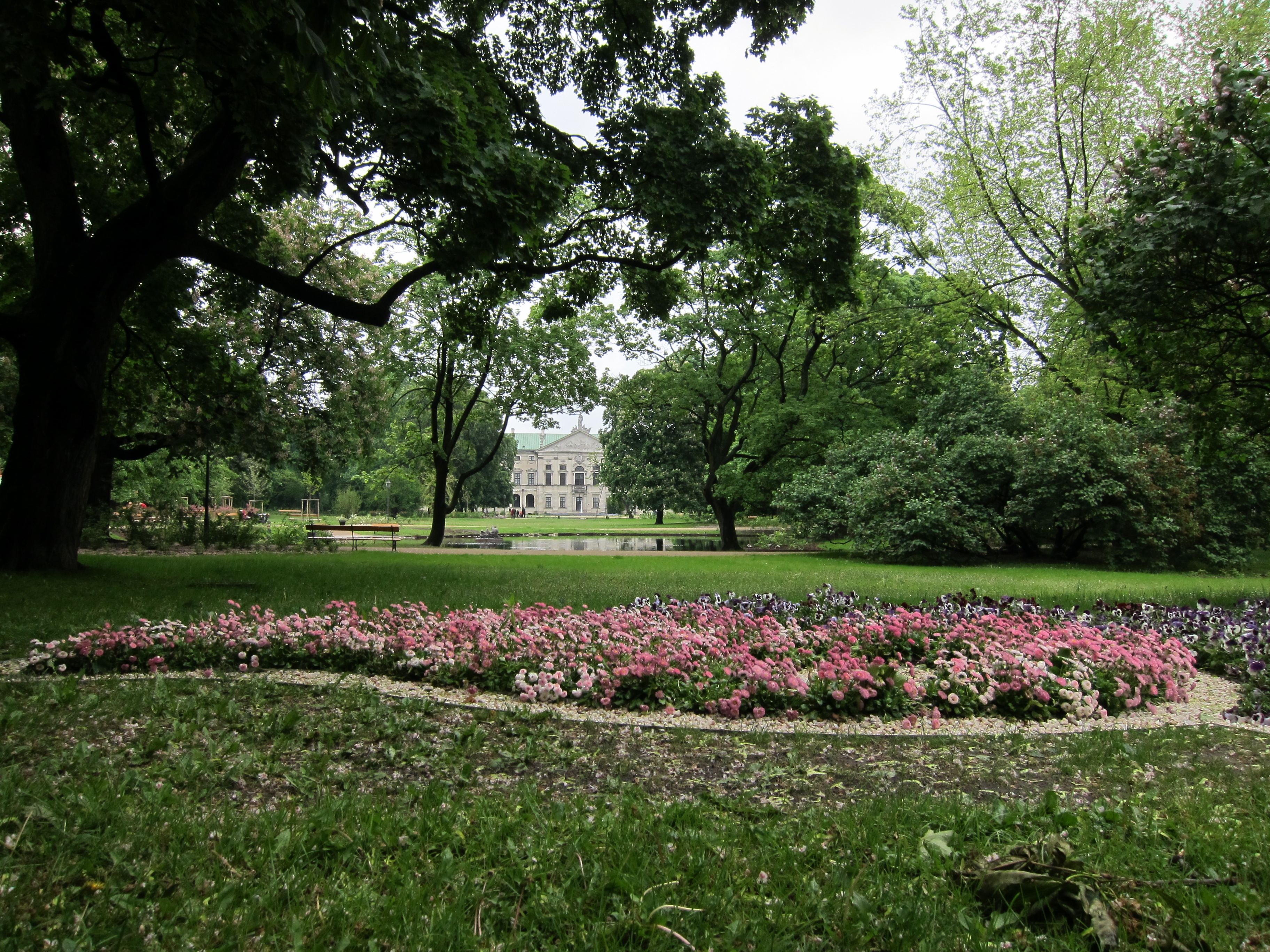
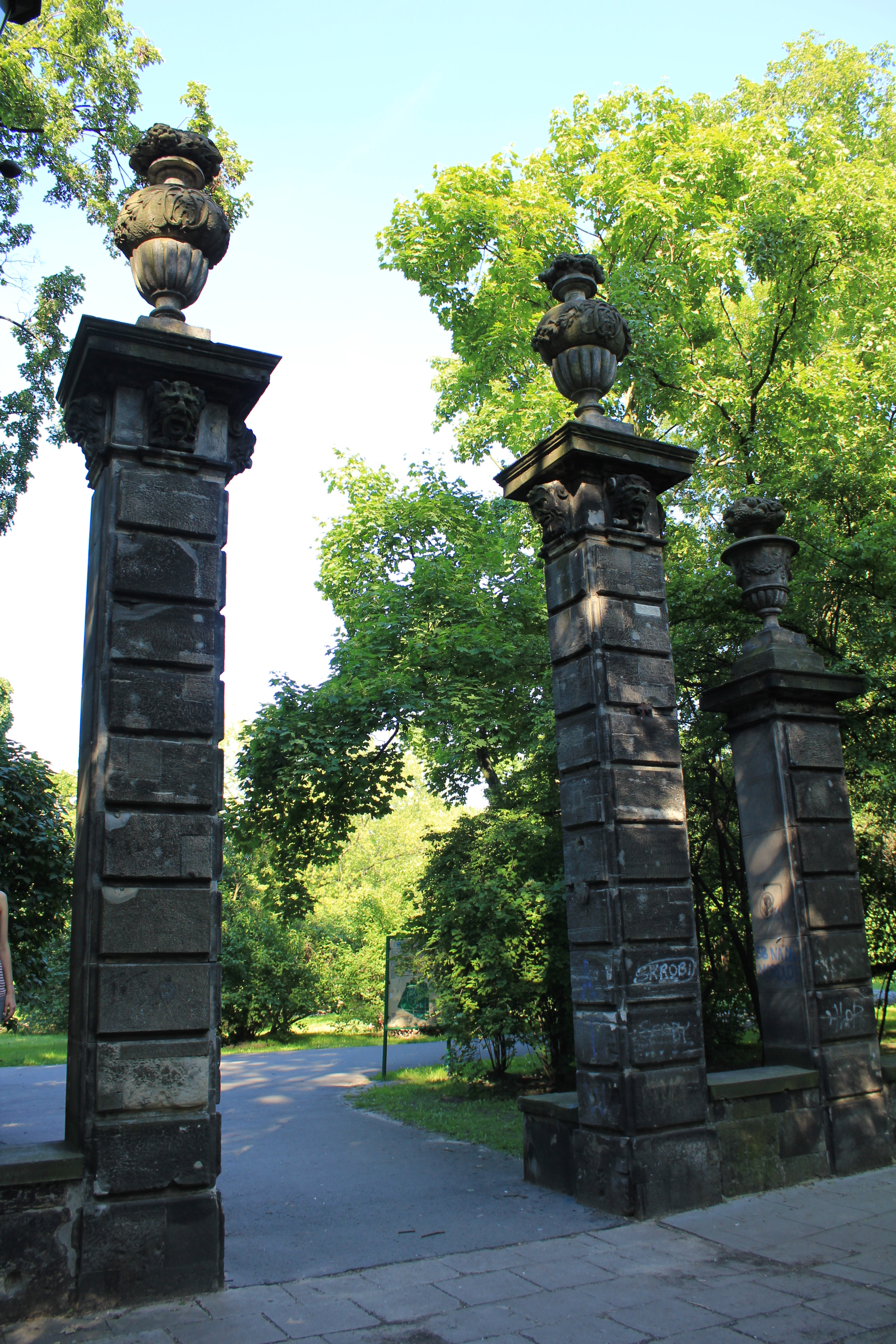
Брама у парку
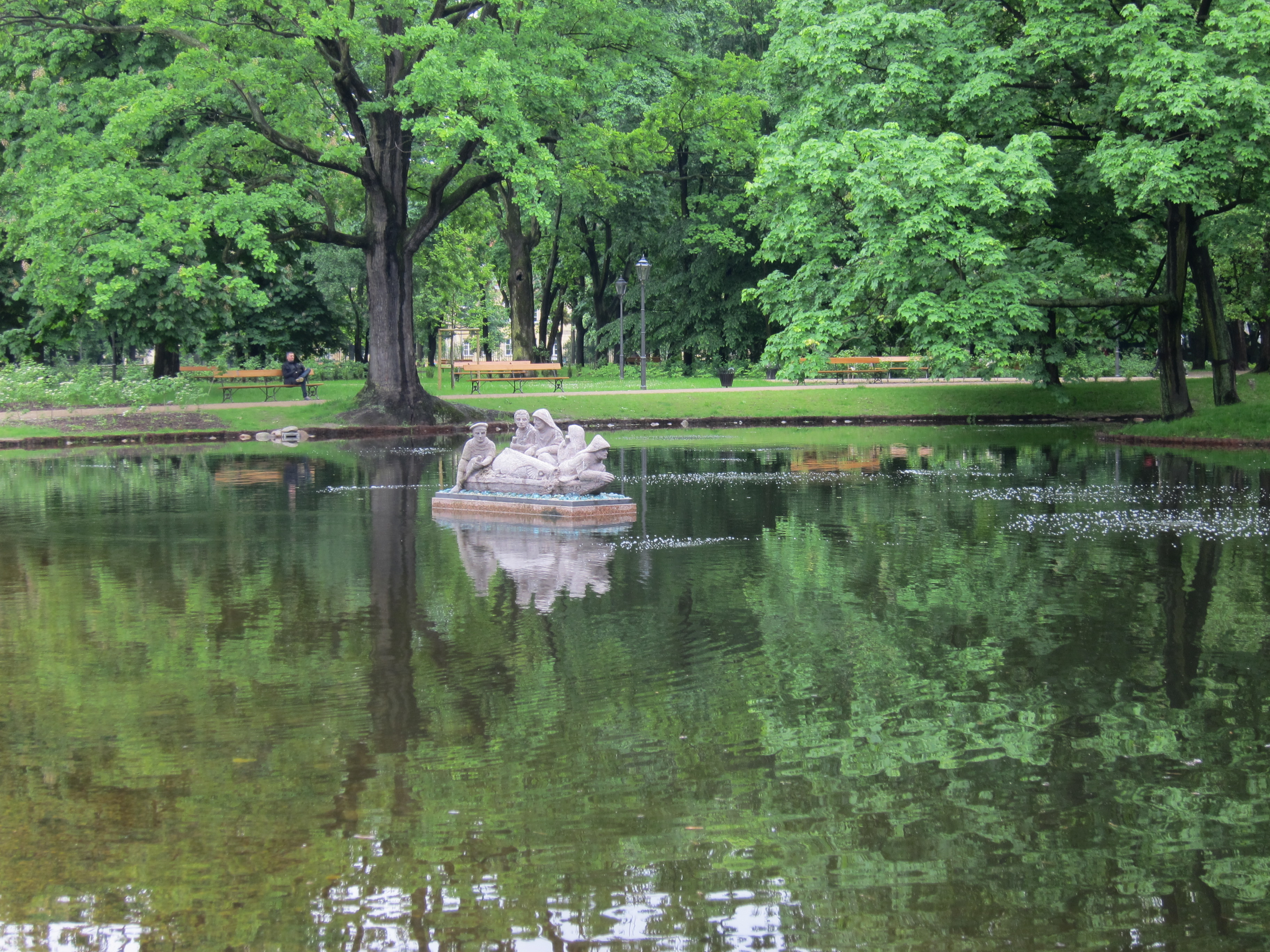